# R. Wallut et Cie.
R. Wallut et Cie. war ein französischer Hersteller von Automobilen sowie landwirtschaftlichen Geräten.

## Unternehmensgeschichte
Raymond Wallut (1858–1940) und Georges Hofmann gründeten 1891 das Unternehmen. Standort war am Boulevard de la Villette 168 in Paris. Der Import von Maschinen der McCormick Harvesting Machine Company (später International Harvester) begann. Im April 1906 wurde ein Werk in Montataire eröffnet. Zwischen 1911 und 1915 stellte das Unternehmen auch Automobile her. Der Markenname lautete La Fleur des Champs. Ab 1912 gab es Niederlassungen in Marokko. 1934 erfolgte die Fusion mit CIMA (Compagnie Internationale des Machines Agricole) zu CIMA-Wallut.

## Fahrzeuge
Zu den Automobilen liegen keine Details vor.